# Ewa Pokas
Ewa Pokas (ur. 17 marca 1946 w Chorzowie) – polska aktorka, pisarka.

## Życiorys
Studiowała polonistykę na UJ w Krakowie. W 1967 roku wraz z Maciejem Zembatym założyła w Warszawie kabaret czarnego humoru „Fermata”. W 1968 uzyskała dyplom aktorski w PWST w Warszawie. 
Karierę aktorki dramatycznej rozpoczęła na scenie warszawskiego Teatru Powszechnego, następnie w Teatrze Narodowym (1968–1973) – scenach kierowanych przez Adama Hanuszkiewicza. W latach 1973–1980 występowała w Teatrze Studio i Starej Prochowni.
Jest także autorką opowiadań i powieści.
Od 1989 mieszka we Francji.

## Książki[1]
- Mężczyzna na ośle i inne opowiadania (Wydawnictwo Literackie, Kraków 1982) ISBN 83-08-00944-1
- La Danseuse du corde (Mercure de France, Paryż 1984) ISBN 978-2-7152-0209-2
- La Demoiselle de la poste; suivi de Chaleur (Actes Sud, Arles 1998) ISBN 2-7427-1483-9

## Filmografia
- Molo (1968) jako Sylwia
- Dekameron 40 czyli cudowne przytrafienie pewnego nieboszczyuka (1971) jako Eliza
- Łuk tęczy (Duchovy luk, 1973)
- Nie ma róży bez ognia (1974) jako Urzędniczka na poczcie
- Brunet wieczorową porą (1976) jako Dziewczyna w kinie
- Rekolekcje (1977) jako Maria
- Hotel klasy lux (1979) jako Żona robotnika
- Amator (1979) jako Anna Włodarczyk
- Ciosy (1980) jako Irena, żona Wiareckiego

## Ekranizacje telewizyjne
- Fuga 1993, reż. Adam Hanuszkiewicz
- Panienka z poczty 1994, reż. Adam Hanuszkiewicz